# Gödény-halom
A Gödény-halom egy Békésszentandrás határában álló „ex lege” védett földvár (kunhalom), amely Magyarország és Közép-Európa legnagyobb ilyen jellegű halma. 12,26 méter magas, palástjának kerülete kb. 160 méter.

## Fekvése
A településtől déli irányban, 7 km-re, a régi szentesi út (a mai 44 105-ös számú mellékút) mellett található, bolygatatlan állapotú kunhalom, amely a Körös–Maros Nemzeti Park része. Mivel a környék tengerszint feletti magassága kb. 85 méter, ezért a Gödény-halom teteje 97,26 méterrel emelkedik a tenger szintje fölé. Ezáltal itt, a Hármas-Körös árterében már a régi időkben is állandóan szárazon maradó terület volt, amin sűrűn tanyáztak gödények. A nevét is innen kapta.
A felületét összefüggő, nem különösebben értékes összetételű gyep borítja, aminek a hasznosítása az időnkénti legeltetéssel történik. A délkeleti oldalának alsó részét fiatal akácerdő borítja. Tetején térképészeti jel található. Bár a közelében található Békés, Jász-Nagykun-Szolnok és Csongrád-Csanád vármegye hármashatára, a halom területe Békés vármegyéhez tartozik.

## Története
Feltehetően a rézkorból származó temetkezési hely lehetett. Ezt a halmot is megbontották, az északi oldalából út- és gátépítésre hordtak el földet. Egykori magassága hozzávetőlegesen 3 méterrel több volt, így valószínűleg a 15 métert is meghaladta.
1735-ben a Péró-féle parasztfelkelés idején itt tartották a parasztok a gyűléseiket. Ezért is nevezték „Péró halmának”, illetve „Vértessy pihenőjének”, mert Péró alföldi szövetségese, Vértessy Mihály ide hívta össze a környék felkelőit.
A Gödény-halom – mint arról a méretei is tanúskodnak – bizonyára nagy tekintélyű, nagy hatalmú ember temetkezési helyéül szolgált. A környékével együtt régészetileg védett terület.